# Pekka Kontio
Pekka Sakari Kontio, född 21 augusti 1933 i Sordavala, död 13 augusti 1976 i Helsingfors, var en finländsk skulptör och tecknare. 
Kontio studerade 1953–1956 vid Finlands konstakademis skola med bland andra Lauri Leppänen som lärare och ställde ut första gången 1955. Han uppmärksammades mot slutet av 1950-talet för sina figurativa skulpturer påverkade av den samtida italienska bildhuggarkonsten (bland andra Marino Marini och Giacomo Manzù). Kontios porträttskulpturer i brons (bland andra Kaisu, 1959; Oiva Paloheimo, 1968 och Unto Koistinen, 1972) avvek också i hög grad från den traditionella stilen och hör till sin tids klassiker. Detta kan även i ännu högre grad sägas om hans intensiva Självporträtt (1962), det expressiva porträttet av målaren Åke Mattas (ur minnet, 1966) samt hans lika personliga och okonventionella medaljkonst (bland annat J.K. Paasikivi-medaljen, 1967). 
Kontio utförde även ett antal offentliga skulpturer, bland annat relieferna Människan och tekniken i Riihimäki tekniska läroverk (1966) och Den tomma graven i Norra Haga kyrka i Helsingfors (1970), Tyngdlöshet utanför Aurora sjukhus i Helsingfors (1966) och Aallottaret utanför stadshuset i Kemijärvi (1962–1973). Han undervisade 1968–1970 vid Finlands konstakademis skola och verkade 1974–1976 som överlärare vid Tekniska högskolan i Helsingfors. En minnesutställning över Kontio ordnades i Amos Andersons konstmuseum 1979.